# Milan Mlađan
Milan Mlađan (in serbo Милан Млађан?; Inđija, 1º settembre 1961) è un ex cestista e allenatore di pallacanestro jugoslavo.
È il padre dei cestisti Marko e Dusan.

## Palmarès

### Club
- YUBA liga: 1

Zara: 1985-86
- Coppa di Jugoslavia: 1

IMT Belgrado: 1986-87
- Campionato svizzero: 1

Bellinzona: 1992-93
- Coppa di Svizzera: 1

Bellinzona: 1993

### Nazionale
- Balkan Basketball Championship: 1

1988

### Individuale
- Balkan Basketball Championship MVP: 1

1988
- Miglior realizzatore del campionato jugoslavo: 1

IMT Belgrado: 1988-89